# Abraham Viruthakulangara
Abraham Viruthakulangara (ur. 5 czerwca 1943 w Kallara, zm. 19 kwietnia 2018 w Delhi) – indyjski duchowny rzymskokatolicki, od 1998 arcybiskup Nagpur. Od swojej sakry w 1977 roku do 17 stycznia 1998 roku był biskupem Khandwa.